# Huber Lipót

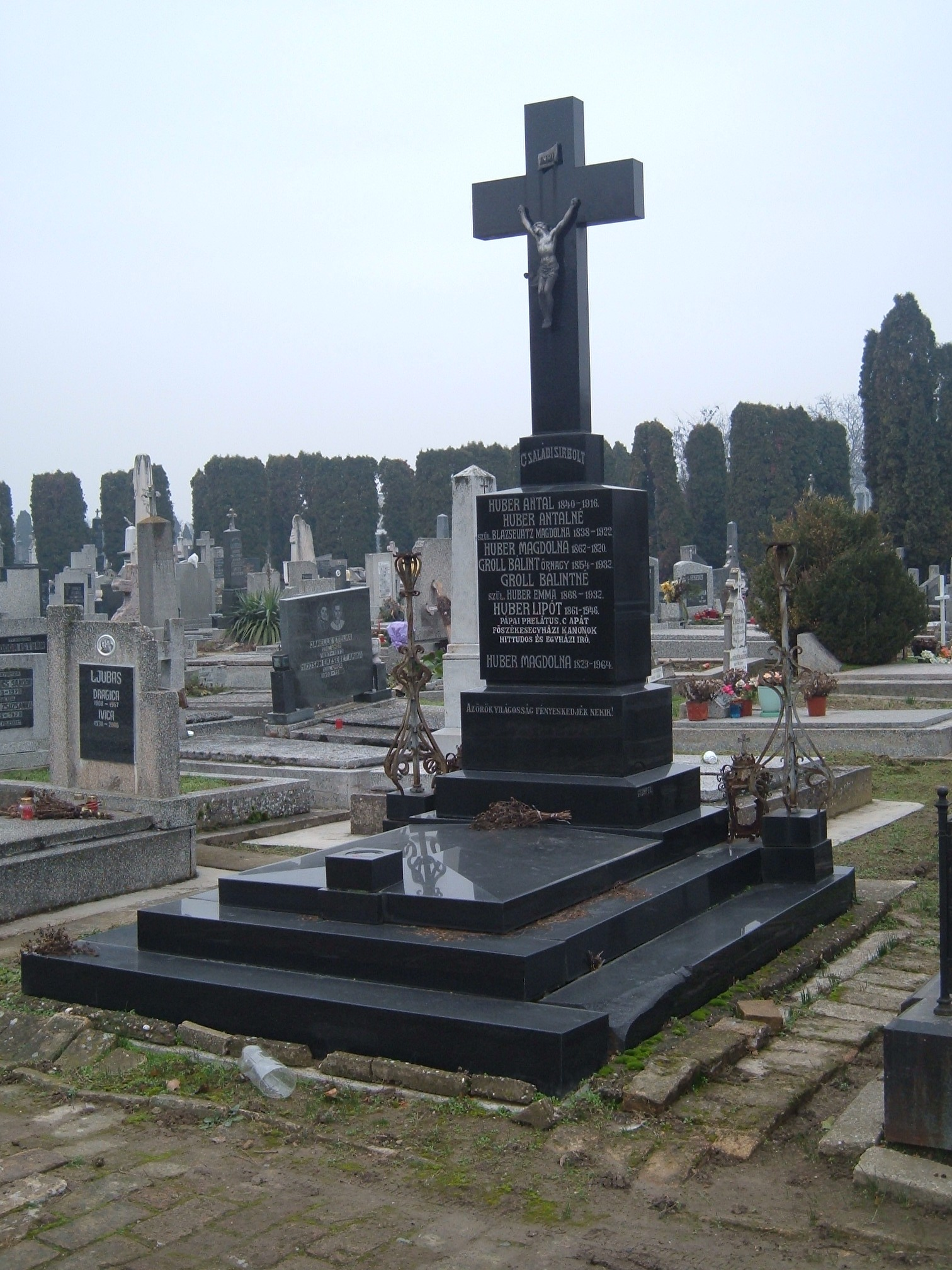
Huber Lipót és családjának sírboltja a zombori belvárosi Szent Rókus temetőben

Huber Lipót (Zombor, 1861. október 23. – Kalocsa, 1946. március 7.) római katolikus pap, címzetes apát, főegyházmegyei cenzor, teológus, egyházi író.

## Család, tanulmányok
Huber Antal iparos és Blazsevátz Magdolna gyermekeként született. 1872 és 1880 között elvégezte a gimnáziumot Zomborban. 1880 és 1885 között teológiát hallgatott Kalocsán és a bécsi Pázmáneumban. 1885. július 18-án szentelték fel, Bécsben.

## Egyházi működés
1885 augusztusától 1887-ig káplán Bácsszentivánon, Militicsen és Szondon. 1887. szeptember 14-étől érseki iktató és levéltáros Kalocsán. 1888. április 14. és 1917. június 30. között a kalocsai Nagyszeminárium Ó- és Újszövetségtanára és tanulmányi felügyelője. 1890-1896 közt a kalocsai tanítóképző némettanára, 1907-től 1912-ig az intézmény igazgatója.
1898-tól főszentszéki ülnök, a Budapesti Filológiai Társaság tagja. Ellátogatott a Szentföldre. 1900-ban beutazta Olaszországot. 1901-ben a Szent István Társulat (a későbbi Szent István Akadémia) tudományos és irodalmi osztályának tagja lett. 1903-tól zsinati vizsgáló, az érseki középiskolák hittanárait vizsgáló bizottság tagja. 1917 és 1924 közt kalocsai plébános, 1921-ben Szent Gergelyről nev. c. apát.
1927-ben a nagyszeminárium igazgatója, a papnevelő intézet prodirektora, az idős és beteg papok intézetének felügyelője lett, 1928-ban pápai prelátus. 1931-től az Egyházművészeti Bizottság elnöke, főegyházmegyei cenzor, a főegyházmegyei takarékpénztár alelnöke. 1941-től provicarius, a nagyszeminárium prodirektora, kánonjogi teológus.

## Zsidóság
Munkássága a késői zsidóság és a rabbinikus irodalom története terén úttörő jelentőségű. Főbb művei: A Talmud; Jahve, Adonaj, Jézus; Legrégibb profán tanúbizonyságaink Krisztusról; Zsidóság és kereszténység. Főleg a bibliai korszak utáni zsidóság, a rabbinizmus történetével, vallási, vallásjogi, kultúrtörténeti kérdéseivel foglalkozott.

## Káptalani tisztségei
- 1916. július 3.: tb.
- 1917. május 1.: ifj. mester
- 1921. június 30.: id. mester
- 1924. május 1.: székesegyházi főesperes
- 1931. június 8. (eskü): olvasó

## Munkái

### Folyóiratcikkek
- Cikkei megjelentek a Kalocsai Néplapban (1887-1912.), Hittudományi Folyóiratban (1890-1908.), Magyar Sionban (1900.), Magyar Szemlében (1900.), Magyar Államban (1896.), Egyenlőségben (1898.), Katholikus Szemlében (1899., 1902., 1903.), Hazánkban (1900.), Bácskában (1901-1903.), Congreg. Értesítőben (1902.), Egyet. Krit. Lapokban (1903.), Egyházi Közlönyben (1913-1915.)

### Szócikkek
- szócikkeket írt a századforduló két nagy lexikonába, a Pallas Nagy Lexikonba és a Révai nagy lexikonába.

### Műfordításai
- Festrede... bei Gelegenheit d. vierzigj. Jubiläumsfeier d. Kalocsaer armen Schulschwestern. Elmondta Mayer Béla. Fordította Huber Lipót. Kalocsa, 1900
- Fabiola. Wiesemann után 11 képben dramatizálta K. Cromer, fordította Huber Lipót, Kalocsa, 1902

### Önállóan megjelent művei
- Synchronistikus táblázatok az ó- és új-szövetségi kinyilatkoztatás történetéhez I–II., Budapest, 1892
- A Talmud, különös tekintettel az Új-Szövetségre, Budapest, 1897. ( → elektronikus elérés: )
- Az Úr Jézus szülőföldjén. Zarándokutam Palesztinába 1898-ban, Budapest, 1900
- Jézus Krisztus születésének esztendeje és a keresztény időszámítás, Kalocsa, 1903
- A napkeleti bölcsek, Budapest, 1908
- Jahvé-Adonáj Jézus, Kalocsa, 1930 (hasonmásban: 2008)
- Zsidóság és kereszténység a multban és a jelenben I–II., Kalocsa, 1933–1936 ( → reprint kiadás: Artamondo, 1999, ISBN 963-85901-3-0)
- Biblikus olvasmányok. Újszövetségi irodalomtörténet, kortörténet, Palestina földrajza (Kalocsa, 1943)
- Huber Lipót: A vérvád és vérgyilkosságok története; vál., szerk., sajtó alá rend. Nemes Eötvös István; Danubius Publishing, München, 1998